# Dromornithidae
Dromornithidae (pol. dromornisowate, mihirungi) – rodzina bardzo dużych, nielotnych i wymarłych ptaków z rzędu blaszkodziobych. Występowały w Australii od miocenu do późnego plejstocenu, wymarły 50 000–20 000 lat temu.
Do rodziny zaliczono 5 rodzajów i 7 gatunków:
- Rodzaj: Barawertornis
  - Barawertornis tedfordi
- Rodzaj: Ilbandornis
  - Ilbandornis lawsoni
  - Ilbandornis woodburnei
- Rodzaj: Bullockornis
  - Bullockornis planei
- Rodzaj: Genyornis
  - Genyornis newtoni
- Rodzaj: Dromornis
  - Dromornis australis
  - Dromornis stirtoni